# Eupithecia interpunctaria
Eupithecia interpunctaria (en japonés, クロテンヤスジカバナミシャク) es una especie de polilla de la familia Geometridae. La especie fue descrita por primera vez por Hiroshi Inoue habiendo sido descrita en 1979, con distribución en el sureste de Rusia, Japón y la República de China. El holotipo de la especie, un espécimen macho, fue descrito en la ciudad de Asahikawa a mediados de agosto y la especie pertenece al grupo de especies proterva.

## Distribución
Es una especie de pradera-bosque subboreal-subtropical polisectorial del Extremo Oriente. Se ha descrito en bosque ralo de alerces y los bordes oscuros de bosques de coníferas del sector Tyoply Klyuch, un valle de la reserva natural de Botcha. Se han confirmado en la isla de Honshu, la Región de Shikoku, la isla de Kyūshū, isla Sado, y las prefecturas de Ishikawa, Aichi y Kanagawa.
Se encuentra en agosto entre la vegetación ruderal de ciudades y pueblos antiguos. Las orugas en Japón se han descrito sobre flores de Aster yomena, y vara de oro.

## Descripción
La polilla es pequeña con una envergadura de 20 milímetros (0,8 plg). Las alas anteriores son de color marrón claro con un par de marcas negras prominentes en la Costa del ala y una mancha discal negra.
Tiene gran parecido a otras especies asiaticás: Eupithecia lunata y Eupithecia mandschurica.